# Josefa Theresia Münch
Josefa Theresia Münch (* 2. April 1930; † 10. Dezember 2023) war eine deutsche römisch-katholische Diplomtheologin und Lehrerin. Als Vorkämpferin für die Rechte der Frauen in der katholischen Kirche setzte sie sich ab 1959 für das Priesteramt der Frau ein (Frauenordination).

## Leben
Nach ihrer ersten Dienstprüfung für das Lehramt an Volksschulen arbeitete sie ab 1952 als Volksschullehrerin. 1955 beantragte sie die Entlassung aus dem Beamtenverhältnis, um Theologie studieren zu können. Das Studium der katholischen Theologie und Philosophie in München und Tübingen schloss sie 1960 mit dem Diplom ab. Ihre weitere Tätigkeit als Volksschullehrerin beendete sie, um sich ab 1965 am Mittelschullehrer-Institut Tettnang/PH Weingarten zur Mittelschullehrerin (Realschullehrerin) ausbilden zu lassen. Die Lehrbefugnis erhielt sie 1966 neben katholischer Religion für die Fächer Englisch, Geschichte und Gemeinschaftskunde. Anschließend baute sie die Realschulen in Ailingen und Laupheim (Baden-Württemberg) auf und leitete letztere ab 1970 bis zu ihrem vorzeitigen Ruhestand 1987 als Rektorin.

## Wirken
Bereits im Vorfeld des II. Vatikanischen Konzils hatte sie 1959 mehrere schriftliche (unveröffentlichte) Anträge auf Abänderung des Kirchengesetzes can. 968 §1 CIC/1917 (= can. 1024 CIC/1983) eingereicht, das Frauen von der sakramentalen Ordination ausschließt.
Ihr Engagement setzte sie beim Konzil im Oktober 1962 in Rom fort. In der Pressekonferenz zur Eröffnung des Konzils – der einzigen Möglichkeit, als Frau die Stimme zu erheben – fragte sie, ob denn auch Frauen zum Konzil geladen seien, und erregte damit erstmals öffentliche Aufmerksamkeit für ihr Anliegen. „Die anwesenden Journalisten haben einfach gelacht. Für sie war klar: Laienauditoren müssen Männer sein“, so Kirchenhistorikerin Regina Heyder.
Während des Konzils, an dem sie als eine der ersten Frauen in der Kirchengeschichte ab der 3. Sitzungsperiode auch als Auditorin teilnehmen konnte, wiederholte sie ihre Eingabe für die Frauenordination (Eingabe an das Konzil vom 2. Oktober 1962). Mit ihrer Eingabe zum Thema "Die Messliturgie und die Frauen" (Eingabe an das Konzil vom 3. November 1963) forderte sie u. a., "man möge doch bei allen Anlässen und in der Messliturgie die Frauen ausdrücklich mitanreden". Insgesamt verfasste sie sieben Eingaben zum Konzil.
Vor der letzten Sitzungsperiode wandte sie sich im Juli 1965 an die deutschsprachigen Bischöfe, die als Konzilsväter am Zweiten Vatikanum teilnahmen: „Bitte, nehmen Sie die Frauen ernst und für volle Glieder der Kirche, solange es noch Zeit ist, solange sie noch am Gottesdienst teilnehmen! Wenn die Frauen en gros erst einmal die Konsequenz daraus gezogen haben, dass sie in der Kirche dauernd negiert werden, ist es zu spät.“
Laut Regina Heyder hat Josefa Theresia Münch gemeinsam mit Gertrud Heinzelmann und den Theologinnen Iris Müller und Ida Raming  „entscheidend zu einer Sensibilisierung für die Thematik, Frauen und Kirche‘“ beigetragen. Unabhängig voneinander setzten sie sich für das Priestertum der Frau ein.
Die Konzilseingaben von Josefa Theresia Münch, ihre Briefe an Bischöfe und den Papst sowie Zeitungsartikel befinden sich in einem Dossier im Archiv der Gosteli-Stiftung in der Schweiz.

## Veröffentlichungen
- Erinnerungen an das Konzil. Aus der Perspektive einer römisch-katholischen Zeitzeugin. In: Katholisch und ökumenisch. 50 Jahre Zweites Vatikanisches Konzil, Ökumenische Rundschau, Jg. 62, Heft 4, Evangelische Verlags-Anstalt, Leipzig 2013, ISBN 978-3-374-03406-2,  S. 563–568